# Bandera de Bàscara
La bandera oficial de Bàscara té la següent descripció:
Bandera apaïsada, de proporcions dos d'alt per tres de llarg, bicolor en barra, groga i blau fosc, amb dues barres juxtaposades, cadascuna de gruix 1/18 de la llargària del drap, vermella la de dalt i blanca la de baix, al centre.
Va ser aprovada el 14 d'abril de 2010 i publicada en el DOGC el 3 de maig del mateix any amb el número 5620.